# Radi covalent

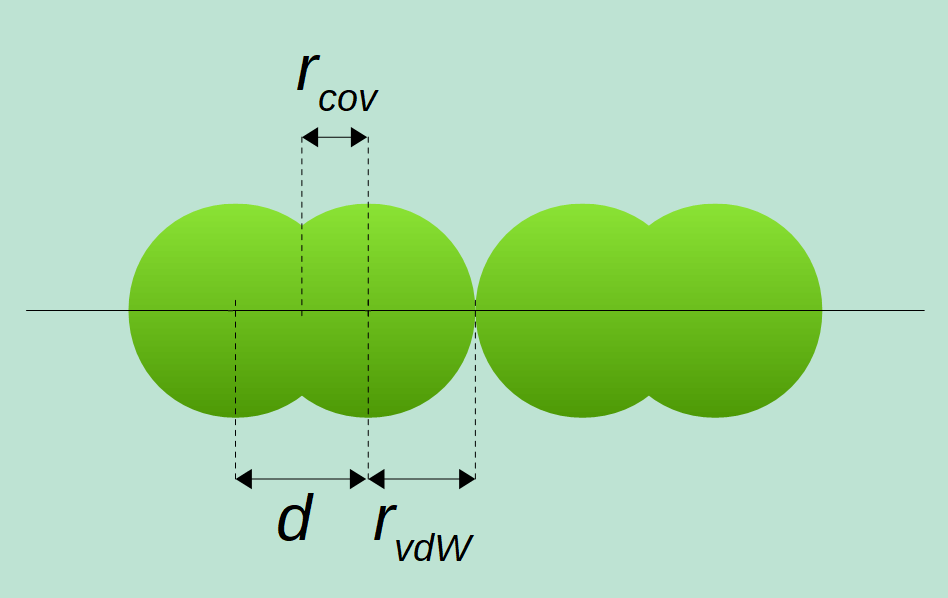
Definició gràfica de longitud d'enllaç d, radi covalent r_{cov} i radi de van der Waals r_{vdW}.

El radi covalent d'un element químic és la meitat de la distància entre els nuclis dels dos àtoms d'una molècula homonuclear enllaçats per enllaç covalent simple. Normalment, el radi covalent s'expressa en picòmetres (pm).
El radi d'un àtom aïllat no és una quantitat per ara mesurable. Tanmateix, les distàncies interatòmiques en les molècules sí ho són, per exemple, utilitzant la difracció de raigs X. En conseqüència, el físic britànic W. Lawrence Bragg (1890-1971), el precursor de la cristal·lografia de raigs X, suggerí el 1920 fer servir les distàncies interatòmiques per definir el «radi covalent» {\displaystyle r_{A}} d'un àtom {\displaystyle {\ce {A}}}. Demostrà que aquests radis són aproximadament additius, de manera que les distàncies de les unions en les molècules es poden predir a partir de la suma dels radis dels dos àtoms constitutius. L'expressió matemàtica per calcular el radi covalent {\displaystyle r_{A}} d'un element {\displaystyle {\ce {A}}}, en una molècula {\displaystyle {\ce {A2}}} que té una distància internuclear {\displaystyle d_{A-A}} és:
{\displaystyle r_{A}={\frac {d_{A-A}}{2}}}
En teoria, la suma de dos radis covalents quan es troben enllaçats dos àtoms diferents hauria d'igualar la longitud d'enllaç covalent entre dos àtoms, però en la pràctica la longitud de l'enllaç depèn de l'entorn químic (d'altres enllaços, elements enllaçats mitjançant aquests altres enllaços, tipus d'enllaços). Els valors dels radis covalent es calculen dividint per dos les distàncies entre els àtoms de molècules homonuclears. Tanmateix, hi ha elements que no permeten aquest càlcul i es fa a partir de molècules heteronuclears. Sabent el radi covalent d'un dels àtoms, l'altre es calcula restant aquest radi conegut de la distància entre nuclis dels àtoms.
El químic i físic teòric estatunidenc John C. Slater (1900-1976) el 1930 proposà un model teòric senzill per a calcular el radi covalent, el qual definir com el valor màxim de la funció de distribució radial de l'orbital de valència més extern. Aquesta funció de distribució reflecteix la probabilitat de trobar l'electró de valència a diverses distàncies del nucli. Per a obtenir aquest valor, Slater utilitzà una aproximació mitjançant orbitals similars als orbitals de l'hidrogen, tot i que considerant una càrrega nuclear efectiva i un nombre quàntic principal efectiu per tenir en compte els efectes de la interacció mútua dels electrons en l'àtom. Aquesta aproximació simplificada permet estimar el radi covalent d'un àtom donat amb la següent equació:
{\displaystyle r=a_{0}{\frac {(n^{*})^{2}}{Z^{*}}}}on {\displaystyle a_{0}} és el radi de Bohr (5,292 × 10−11 m = 52,92 pm), {\displaystyle n^{*}} el nombre quàntic principal efectiu i {\displaystyle Z^{*}}la càrrega nuclear efectiva (atracció dels protons del nucli atòmic menys la repulsió dels electrons sobre l'electró més extern). Slater proporcionà regles per determinar aquests valors d'{\displaystyle n^{*}} i {\displaystyle Z^{*}}.
| 1      | 2      | 13     | 14     | 15     | 16     | 17     |
| ------ | ------ | ------ | ------ | ------ | ------ | ------ |
| H 37   |        |        |        |        |        |        |
| Li 152 | Be 111 | B 88   | C 77   | N 70   | O 66   | F 64   |
| Na 186 | Mg 160 | Al 143 | Si 117 | P 110  | S 104  | Cl 99  |
| K 231  | Ca 197 | Ga 122 | Ge 122 | As 121 | Se 117 | Br 114 |
| Rb 244 | Sr 215 | In 162 | Sn 140 | Sb 141 | Te 135 | I 133  |

## Variació en la taula periòdica
El radi covalent és una propietat periòdica, això és, varia regularment dins de la taula periòdica. Dins d'un període de la taula periòdica el radi covalent disminueix lentament a mesura que s'avança d'esquerra a dreta. Així, els radis covalents més alts els trobam en el grup 1 dels alcalins, i els radis covalents menors en el grup 17 dels halògens o en el 18 dels gasos nobles. Per exemple, els radis covalent màxim del 3r període és el del sodi (186 pm) i el menor, el del clor (99 pm). Dins d'un mateix grup el radi covalent va augmentant en davallar dins d'una columna. És el cas dels halògens, grup 17, on el radi covalent del fluor és el menor (64 pm), i el del iode el major (133 pm). L'element que té el radi covalent més petit és l'heli (37 pm), situat a la part superior dreta de la taula periòdica. Mentre que el que le té major és el franci (242 pm), situat a la part inferior dreta de la taula periòdica.
En avançar d'esquerra a dreta dins d'un període es conserva {\displaystyle n} i augmenta {\displaystyle Z^{*}}perquè hi ha més protons al nucli i els electrons se situen al mateix nivell energètic i no redueixen l'atracció del nucli sobre el darrer electró. Cal observar que en haver-se completat d'omplir els orbitals d, en el grup 12 o abans, els següents elements tenen el radi covalent major que l'element precedent, en contra de la tendència general. Això és deu al fet que es comencen a omplir els orbitals p d'un nivell superior als d, més allunyats del nucli atòmic. Per exemple els radis covalents del mercuri i del tal·li són 132 pm i 145 pm, respectivament. També destaca la poca variació dels radis covalents dels lantanoides, a causa del fet que s'omplen orbitals molt interns, els 4f. En catorze elements disminueix de 207 pm pel lantani a 187 pm pel luteci. Tanmateix, es produeix una contracció, dita contracció lantanoide, que afecta els elements del grup 4, que tenen radis covalents inferiors als que hom espera trobar comparant amb la tendència dins d'altres grups.
En un grup, en baixar augmenta {\displaystyle n}, que és el factor determinar, ja que {\displaystyle Z^{*}} varia poc. L'excepció és l'hafni que té un radi covalent igual al zirconi, 175 pm, situat just al damunt a causa de la contracció dels lantanoides.

Taula periòdica amb la representació dels radis covalents de tots els elements prou estables, on s'observen clarament les tendències dins dels grups i els períodes.

Els radis covalents són menors que els radis de van der Waals per a un mateix element químic. Per exemple la distància entre els dos àtoms de iode en una molècula de diiode {\displaystyle {\ce {I2}}} és de 266 pm (radi covalent del iode {\displaystyle r_{I}} = 266/2 = 133 pm). Per contra, el radi de van der Waals del iode és de 195–212 pm, molt més elevat. Això és degut al fet que els niguls electrònics dels àtoms de iode se superposen per formar l'enllaç covalent {\displaystyle {\ce {I-I}}}, i els nuclis s'aproximen més.
La determinació de les distàncies d'enllaç a les molècules en estat gasós es duu a terme mitjançant mesures d'espectroscòpia infraroja o de microones, o més directament per difracció d'electrons. En els sòlids la tècnica emprada és la difracció de raigs X.

## Radi covalent del fluor

Model de la molècula de difluor,.

El radi covalent del fluor és d'uns 60 pm, però com que el fluor és un àtom relativament petit amb una gran electronegativitat ({\displaystyle \chi _{F}} = 4), és difícil determinar amb precisió el seu radi covalent. L'enllaç {\displaystyle F-F} a la molècula {\displaystyle F_{2}} és anormalment feble, cosa que fa que la longitud de l'enllaç sigui anormalment llarga. A més, gairebé tots els enllaços amb el fluor a molècules {\displaystyle X-F} són molt polars a causa de la seva gran electronegativitat, de manera que l'ús d'un radi covalent per predir la longitud d'aquest enllaç és inadequat. Per tant, les longituds d'enllaç calculades a partir d'aquests radis són gairebé sempre més grans que els seus valors experimentals. En conseqüència, la longitud d'enllaços amb el fluor està influenciada pel seu radi iònic, la mida dels ions en un cristall iònic, que és d'uns 133 pm per als anions fluorur {\displaystyle F^{-}}. El radi iònic del fluorur és molt més gran que el seu radi covalent. Quan un àtom de fluor es converteix en un anió fluorur guanya un electró, però té el mateix nombre de protons, la qual cosa significa que l'atracció dels protons als electrons és més feble, creant un radi més gran.

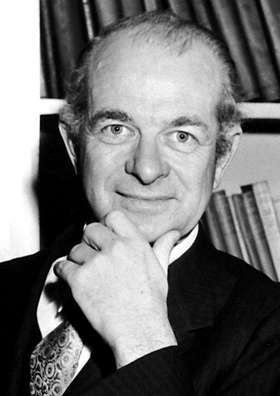
Linus C. Pauling.

### Valor de Brockway
Per extrapolació dels valors del bor, carboni, nitrogen i oxigen el químic estatunidenc Linus C. Pauling (1901-1994) obtingué un valor pel radi covalent del fluor de 64 pm. El 1938, un dels seus primers alumnes, l'estatunidenc Lawrence O. Brockway (1907-1979) al Caltech, preparà un vapor de molècules {\displaystyle F_{2}} i, mitjançant difracció d'electrons, determinà que la longitud d'enllaç entre els dos fluors era de 145 ± 5 pm. Per tant, calculà que el radi covalent del fluor era la meitat d'aquest valor, 73 pm, superior a l'aconseguit per extrapolació. Brockway indicà que això significava que l'enllaç del fluor no era un enllaç normal, com el que presenten la resta d'halògens a les seves molècules {\displaystyle X_{2}}.

### Càlcul de Schomaker i Stevenson
Verner Schomaker (1914-1997) i D.P. Stevenson del Caltech proposaren el 1941 una fórmula per calcular longituds d'enllaç. Segons ells la longitud d'enllaç d'una molècula heteroatòmica {\displaystyle AB} pot calcular-se com la suma de radis covalents de cada àtom {\displaystyle r_{A}} i {\displaystyle r_{B}}, més la diferència d'electronegativitat dels dos àtoms, en valor absolut, multiplicada per un coeficient {\displaystyle \beta } = 9 pm. Corregiren els valors dels radis covalents de l'hidrogen, nitrogen, oxigen i fluor, establint un valor de 72 pm pel fluor, semblant al de Brockway. La relació proposada és:

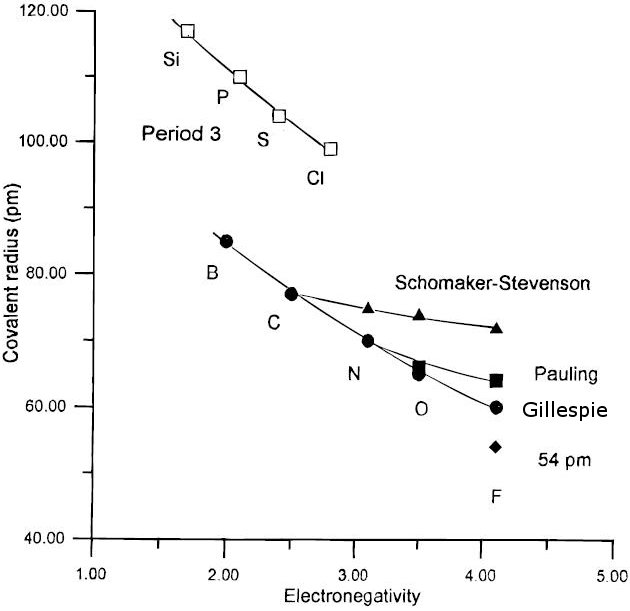
● Extrapolació dels valors del B, C, N i O. ▲ Valors obtinguts per Schomaker i Stevenson. ■ Valor de Pauling. ◆ Valors de Gillespie i Robinson (a sota 54 pm del 1992).

{\displaystyle d_{AB}=r_{A}+r_{B}-\beta |\chi _{A}-\chi _{B}|}

### Proposta de Pauling
El 1960, Linus C. Pauling suggerí un efecte addicional anomenat «enllaç posterior» per tenir en compte que els valors experimentals dels enllaços d'altres elements amb el fluor eren més curts que els predits per l'equació de Schomaker i Stevenson. Segons Pauling el fluor dona electrons a un orbital atòmic vacant de l'àtom al qual està unit, conferint als enllaços una certa quantitat de caràcter d'enllaç σ. A més, l'àtom de fluor també rep una certa quantitat de densitat d'electrons π de l'àtom central donant lloc a un caràcter d'enllaç doble a través de π(p-p) o π(p-d). Per tant, aquest model proposa que l'escurçament observat de les longituds dels enllaços es deu a aquestes característiques de doble enllaç.

### Valor de Gillespie i Robinson
El 1992, el químic canadenc Ronald J. Gillespie (1924-2021) i E.A. Robinson publicaren un article que intentava determinar el radi covalent del fluor. Aquests investigadors s'adonaren que un valor de 71 pm era massa elevat a causa de la inusual debilitat de l'enllaç {\displaystyle F-F} a {\displaystyle F_{2}}. Per tant, suggeriren un valor de 54 pm per al radi covalent del fluor. En un segon article, publicat el 1997, tornaren a la qüestió del radi covalent del fluor i comprovaren que la seva anàlisi anterior donava lloc a una conclusió errònia. Mitjançant anàlisis més sofisticades calcularen que el radi covalent del fluor és de 60 pm.